# Lotte Stein

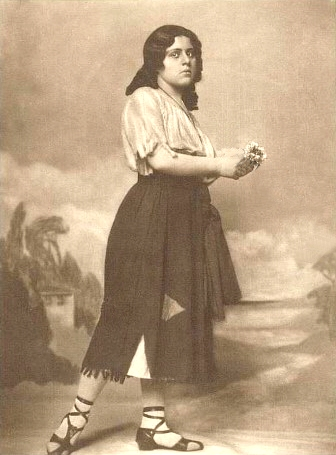
Lotte Stein auf einer Fotografie von Nicola Perscheid

Lotte Stein, geborene Philippstein (* 12. Januar 1894 in Berlin; † 20. September 1982 in München), war eine deutsche Schauspielerin.

## Leben
Die Nichte von Hermann Vallentin und Rosa Valetti gab 1911 ihr Debüt in Schaffhausen. Im Jahr 1912 erhielt sie ein Engagement am Schauspielhaus Frankfurt. Im Jahr 1916 kam sie an das Deutsche Theater unter Max Reinhardt, wo sie seit Januar 1919 regelmäßig auftrat. Sie war in den zwanziger Jahren auch an verschiedenen anderen Berliner Bühnen zu sehen, zuletzt 1933 an der Volksbühne. Zusätzlich übernahm sie zahlreiche Nebenrollen beim Film. In der britisch-deutschen Produktion Mary fiel ihr der Part der Bebe Brown zu.
Nach der Machtergreifung der Nationalsozialisten 1933 emigrierte die Jüdin nach Österreich und 1934 nach Prag, wo sie bis 1937 am Deutschen Theater tätig war. Im Jahr 1941 kam sie in den USA an und spielte Theater in New York. Auch in einigen amerikanischen Filmen wirkte sie mit.
Im Jahr 1949 kehrte Lotte Stein wieder nach Deutschland zurück und wurde von den Münchner Kammerspielen übernommen. Seit 1954 gehörte sie zum Ensemble des Schillertheaters und des Schloßparktheaters in Berlin, wo sie an zahlreichen Aufführungen von Klassikern wie Nathan der Weise und Drei Schwestern beteiligt war. Auch beim deutschen Film der fünfziger Jahre wurde sie mit einigen Nebenrollen besetzt.
Lotte Stein war von 1921 bis 1935 mit dem Arzt Dr. Willy Hans Crohn verheiratet, mit dem sie einen Sohn Claus-Peter (geb. 1925) hatte. 1936 heiratete sie in Prag Maximilian Kopf. Sie wurde auf dem Münchner Nordfriedhof beerdigt.

## Filmografie (Auswahl)
- 1919: Zwischen neun und neun
- 1919: Der Mädchenhirt
- 1919: Aus eines Mannes Mädchenjahren
- 1920: Von morgens bis mitternachts
- 1921: Der Fluch des Schweigens
- 1921: Der Unheimliche
- 1921: Sturmflut des Lebens
- 1922: Das Licht um Mitternacht
- 1923: Der Mensch am Wege
- 1923: Mutter, dein Kind ruft!
- 1925: Vater Voss
- 1925: Husarenfieber
- 1926: Parkettsessel 47
- 1927: Die raffinierteste Frau Berlins
- 1927: Doña Juana
- 1927: Der falsche Prinz
- 1927: Luther – Ein Film der deutschen Reformation
- 1928: Die Rothausgasse
- 1928: Zuflucht
- 1928: Don Juan in der Mädchenschule
- 1928: Die drei Frauen von Urban Hell
- 1929: Auf Leben und Tod
- 1930: Zeugen gesucht
- 1930: Susanne macht Ordnung
- 1930: Der Greifer
- 1930: Mary
- 1931: Drei Tage Liebe
- 1931: Wenn die Soldaten…
- 1931: Kyritz-Pyritz
- 1932: Eine Stadt steht kopf
- 1932: Das erste Recht des Kindes
- 1933: Brennendes Geheimnis
- 1933: Skandal in Budapest
- 1943: The Strange Death of Adolf Hitler
- 1944: Das siebte Kreuz (The Seventh Cross)
- 1945: Die tollkühnen Abenteuer des Captain Eddie (Captain Eddie)
- 1946: Im Geheimdienst (Cloak and Dagger)
- 1947: Der Verbannte (The Exile)
- 1947: Wallflower
- 1948: The Creeper
- 1949: Mr. Belvedere kann alles besser (Mr. Belvedere Goes to College)
- 1949: Der Spieler (The Great Sinner)
- 1949: Hölle am weißen Turm (The White Tower)
- 1949: Ich mach dich glücklich
- 1950: Eine Frau mit Herz
- 1950: Die Mitternachtsvenus
- 1951: Die Tat des Anderen
- 1952: Vorhang auf! (The Band Wagon)
- 1953: All meine Sehnsucht (All I Desire)
- 1953: Ein Herz aus Gold (So Big)
- 1953: Die Nacht ohne Moral
- 1958: Romarei, das Mädchen mit den grünen Augen
- 1959: Und das am Montagmorgen
- 1976: Hans im Glück